# Hans-Joachim Bernhard
Hans-Joachim Bernhard, auch Hans Joachim Bernhard (* 14. Juli 1929 in Kanth, Landkreis Neumarkt, Provinz Niederschlesien; † 25. November 2008 in Rostock), war ein deutscher Germanist, Literarhistoriker und Hochschullehrer.

## Leben
Hans-Joachim Bernhard begann im Jahre 1948 an der Universität Rostock ein Studium der Germanistik und Anglistik, das er 1953 mit dem Diplom abschloss. 1958 promovierte er mit der Dissertation Der Weltkrieg 1914–18 im Werk Ernst Jüngers, Erich Maria Remarques und Arnold Zweigs.
Im Jahre 1965 steht auch Hans-Joachim Bernhard für ein Stück Geschichte des Volkstheaters Rostock mit international bekannten Stücken von Peter Weiss.
Bernhard erhielt 1967 an der Universität Rostock einen Lehrstuhl für Deutsche Literatur. 1983 veröffentlichte er eine der wenigen Abhandlungen zur Literaturgeschichte der BRD, die aus Sicht der DDR-Germanistik verfasst wurden.
Mit seinem Beitrag Klaus Störtebeker und die Likedeeler – Historie und Dichtung war Bernhard neben Hans-Joachim Theil und anderen einer der Mitautoren der 1984 von dem Rostocker Journalisten Heinz Gundlach im Hinstorff Verlag herausgegebenen Publikation Klaus Störtebeker in Ralswiek. Legende, Traum und Wirklichkeit als ein Teil der Geschichte der heutigen Störtebeker-Festspiele auf der Insel Rügen.
Im Jahre 1988 wurde er mit dem Nationalpreis der DDR ausgezeichnet. 1992 wurde er emeritiert.

## Publikationen
- Der Weltkrieg 1914–18 im Werk Ernst Jüngers, Erich Maria Remarques und Arnold Zweigs. Ein Beitrag zum Problem des Realismus in der deutschen Literatur des 20. Jahrhunderts. Dissertation, 1959.
- Die Romane Heinrich Bölls. Gesellschaftskritik und Gemeinschaftsutopie. Berlin 1970, 2. Aufl. 1973.
- Störtebeker – Stern der großen Sehnsucht. In: Klaus Störtebeker: Dramatische Ballade von KuBa, (Programmheft zur Aufführung der Dramatischen Ballade Klaus Störtebeker) Hrsg.: Rat des Bezirkes Rostock; Erarbeitung des historischen Teils: Hans-Joachim Theil mit Darstellung der überlieferten Schlupfwinkel Störtebekers nach einer Vorlage von Georg Hülsse, Rostock 1980, S. 9. DNB 953711196
- Literatur der BRD. (= Reihe Geschichte der deutschen Literatur von den Anfängen bis zur Gegenwart. Bd. 12), Berlin 1983, 2. Aufl. 1985. Zu den Mitautoren gehören u. a. Klaus Schuhmann, Manfred Haiduk, Marianne Lange, Lutz Volke, Eva-Maria Müller (1931–2020), Klaus Pezold (* 1937) und Ursula Reinhold (* 1938).
- Klaus Störtebeker und die Likedeeler – Historie und Dichtung. In: Heinz Gundlach (Hrsg.). Klaus Störtebeker in Ralswiek. Legende, Traum und Wirklichkeit. Hinstorff Verlag, Rostock 1984. S. 25. DNB 850864623
- Literatur und Schule. 1986.
- Resignation und Alternative: Essays zur westeuropäischen Literatur der Gegenwart. Halle 1986, 2. Aufl. 1988.